# 1. Korps Sarajevo
Das 1. Korps Sarajevo (bosnisch Prvi korpus Armije Republike Bosne i Hercegovine) war eines von sieben Korps der Armee der Republik Bosnien und Herzegowina im Bosnienkrieg. Es war für die Region um Sarajevo zuständig und kämpfte während der Belagerung der Stadt gegen die Armee der Republika Srpska. Im Jahr 1995 betrug die Zahl der Soldaten etwa 40.500 Mann.

## Geschichte
Mit Beschluss der Präsidentschaft der  Republik Bosnien und Herzegowina vom 18. August 1992 und der Anordnung des Obersten Oberkommandos der Armee der Republik Bosnien und Herzegowina vom 1. September 1992, wurde das 1. Armeekorps in Sarajevo gegründet. Die Einheiten des Korps betraten alle bis dahin gebildeten Militäreinheiten der Region Sarajevo mit etwa 30.000 Soldaten. Mustafa Hajrulahovic-Talijan wurde zum Befehlshaber ernannt. Stellvertreter war Vahid Karavelic und Stabschef Enver Hadzihasanovic. Im Jahre 1997 wurden das 1., 3. und 7. Korps in den 1. Korps der Armee der Föderation Bosnien und Herzegowina eingegliedert.

## Kommandanten
- Mustafa Hajrulahović (Talijan)
- Vahid Karavelić
- Nedžad Ajnadžić

## Organisation 1992–1994
- 1. motorizovana brigada
- 2. motorizovana brigada
- 3. motorizovana brigada
- 4. Viteška motorizovana brigada
- 15. motorizovana brigada
- 5. pješačka brigada
- 11. pješačka brigada
- 12. pješačka brigada
- 1. brdska brigada
- 2. brdska brigada
- 9. brdska brigada
- 10. brdska brigada
- HVO brigada „Kralj Tvrtko“
- Artiljerijska brigada
- 110. slavna brdska brigada/1. brdska brigada Olovo

## Organisation 1995
Im Januar 1995 wurden alle Operativen Gruppen (OG) in drei Divisionen aufgeteilt, diese wurden noch weiter in Brigaden, Bataillons, Militäreinheiten und Spezialeinheiten unterteilt.
- 12. Division (OG Sarajevo)
  - 101. Brdska brigada, Sarajevo-Mojmilo
  - 102. Motorizovana brigada, Sarajevo-Stup
  - 105. Motorizovana brigada, Sarajevo-Koševo
  - 111. Viteška motorizovana brigada, Sarajevo-Žuč
  - 112. Viteška motorizovana brigada, Sarajevo-Rajlovac
  - 115. Brdska brigada, Sarajevo-Bistrik
  - 124. Lahka brigada „Kralj Tvrtko“, Sarajevo
  - 152. Brdska brigada, Vasin Han
  - 155. Motorizovana brigada, Sarajevo-Dobrinja

- 14. Division
  - 104. Viteška brigada, Hrasnica
  - 109. Brdska brigada, Pazarić
  - 123. Lahka brigada, Bilalovac
  - 131. Lahka brigada, Fojnica
  - 181. Brdska brigada, Pazarić
  - 182. Viteška lahka brigada, Pazarić

- 16. Division
  - 147. Lahka brigada, Vareš
  - 161. Slavna Olovska brdska brigada, Olovo
  - 162. Brdska brigada, Vareš
  - 164. Brdska brigada, Breza
  - 165. Brdska brigada, Visoko
  - 185. Lahka brigada, Vareš